# Praia de Cabanas de Tavira
Praia de Cabanas de Tavira vista do Forte de São João da Barra
A Praia de Cabanas de Tavira ou simplesmente Praia de Cabanas é uma praia marítima situada na freguesia de Cabanas de Tavira, município de Tavira; é uma das praias do Parque Natural da Ria Formosa. Encontra-se integrada na Ilha de Cabanas, e como tal o acesso é feito de barco a partir de Cabanas de Tavira
Em 2013 o jornal The Guardian considerou-a a melhor praia de Portugal e Espanha..